# Discografia dei The Velvet Underground
Qui è riportata la discografia completa del gruppo rock statunitense The Velvet Underground.

## Album in Studio
| Informazioni album |
| --- |
| The Velvet Underground & Nico - Data di pubblicazione: marzo 1967 - Etichetta: Verve Records - Produttori: Andy Warhol e Tom Wilson - Lista tracce: Sunday Morning, I'm Waiting for the Man, Femme Fatale, Venus in Furs, Run Run Run, All Tomorrow's Parties, Heroin, There She Goes Again, I'll Be Your Mirror, The Black Angel's Death Song, European Son |
| White Light/White Heat - Data di pubblicazione: gennaio 1968 - Etichetta: Verve Records - Produttore: Tom Wilson - Lista tracce: White Light/White Heat, The Gift, Lady Godiva's Operation, Here She Comes Now, I Heard Her Call My Name, Sister Ray |
| The Velvet Underground - Data di pubblicazione: marzo 1969 - Etichetta: Verve Records, MGM Records - Produttori: The Velvet Underground - Lista tracce: Candy Says, What Goes On, Some Kinda Love, Pale Blue Eyes, Jesus, Beginning to See the Light, I'm Set Free, That's the Story of My Life, The Murder Mystery, After Hours                             |
| Loaded - Data di pubblicazione: settembre 1970 - Etichetta: Atlantic Records, Cotillion Records - Produttori: Geoff Haslam, Shel Kagan e The Velvet Underground - Lista tracce: Who Loves the Sun, Sweet Jane, Rock & Roll, Cool It Down, New Age, Head Held High, Lonesome Cowboy Bill, I Found a Reason, Train Round the Bend, Oh! Sweet Nuthin            |
| Squeeze - Data di pubblicazione: febbraio 1973 - Etichetta: Polydor Records - Produttore: Doug Yule - Lista tracce: Little Jack, Crash, Caroline, Mean Old Man, Dopey Joe, Wordless, She'll Make You Cry, Friends, Send No Letter, Jack & Jane, Louise |

## Album dal vivo
| Informazioni album |
| --- |
| Live at Max's Kansas City - Data di pubblicazione: maggio 1972 - Etichetta: Cotillion Records - Produttori: The Velvet Underground - Lista tracce: I'm Waiting for the Man, Sweet Jane, Lonesome Cowboy Bill, Beginning to See the Light, I'll Be Your Mirror, Pale Blue Eyes, Sunday Morning, New Age, Femme Fatale, After Hours |
| 1969: Velvet Underground Live with Lou Reed - Data di pubblicazione: settembre 1974 - Etichetta: Mercury Records - Produttori: The Velvet Underground - Lista tracce: I'm Waiting for the Man, Lisa Says, What Goes On, Sweet Jane, We're Gonna Have a Real Good Time Together, Femme Fatale, New Age, Rock and Roll, Beginning to See the Light, Ocean, Pale Blue Eyes, Heroin, Some Kinda Love, Medley di: Sweet Bonnie Brown e It's Just Too Much, I Can't Stand It, White Light/White Heat, I'll Be Your Mirror                                                                           |
| Live MCMXCIII - Data di pubblicazione: novembre 1993 - Etichetta: Sire Records - Produttore: Mike Rathke - Lista tracce: We're Gonna Have a Real Good Time Together, Venus in Furs, Guess I'm Falling in Love, After Hours, All Tomorrow's Parties, Some Kinda Love, I'll Be Your Mirror, Beginning to See the Light, The Gift, I Heard Her Call My Name, Femme Fatale, Hey Mr. Rain, Sweet Jane, Velvet Nursery Rhyme, White Light/White Heat, I'm Sticking with You, The Black Angel's Death Song, Rock and Roll, I Can't Stand It, I'm Waiting for the Man, Heroin, Pale Blue Eyes, Coyote |
| Final V.U. 1971-1973 - Data di pubblicazione: agosto 2001 - Etichetta: Captain Trip - Produttori: The Velvet Underground - Lista tracce: Chapel of Love, I'm Waiting for the Man, Spare Change, Some Kinda Love, Turn On Your Love Light, White Light/White Heat, Pretty Tree Climber, Rock and Roll, Back on the Farm, Dopey Joe, Sister Ray/Never Going Back to Georgia, After Hours, What Goes On, Cool It Down, Oh! Sweet Nuthin, Little Jack, Sweet Jane, Mean Old Man, Run Run Run, Caroline, Train Round the Bend, Who's That Man, Let It Shine, Mama's Little Girl                    |
| Bootleg Series Volume 1: The Quine Tapes - Data di pubblicazione: ottobre 2001 - Etichetta: Polydor Records - Produttori: The Velvet Underground - Lista tracce: I'm Waiting for the Man, It's Just Too Much, What Goes On, I' Can't Stand It, Some Kinda Love, Foggy Notion, Femme Fatale, After Hours, I'm Sticking with You, Sunday Morning, Sister Ray, Follow the Leader, White Light/White Heat, Venus in Furs, Heroin, Rock and Roll, New Age, Over You, The Black Angel's Death Song, Ride into the Sun, Foggy Notion                                                                 |

## Raccolte
| Informazioni album |
| --- |
| Andy Warhol's Velvet Underground featuring Nico - Data di pubblicazione: 1971 - Etichetta: MGM Records - Produttori: Andy Warhol e The Velvet Underground                                            |
| VU - Data di pubblicazione: febbraio 1985 - Etichetta: Verve Records - Produttori: The Velvet Underground                                                                                            |
| Another View - Data di pubblicazione: settembre 1986 - Etichetta: Verve Records - Produttori: The Velvet Underground                                                                                 |
| The Best of The Velvet Underground: Words and Music of Lou Reed - Data di pubblicazione: ottobre 1989 - Etichetta: Verve Records - Produttori: Andy Warhol e The Velvet Underground                  |
| Chronicles - Data di pubblicazione: 1991 - Etichetta: Mercury Records - Produttori: Andy Warhol, Tom Wilson e The Velvet Underground                                                                 |
| What Goes On - Data di pubblicazione: 1993 - Etichetta: Raven Records - Produttori: Andy Warhol, Tom Wilson e The Velvet Underground                                                                 |
| The Best of Lou Reed & Velvet Underground - Data di pubblicazione: 1995 - Etichetta: Global Rad Records - Produttori: Andy Warhol, Tom Wilson e The Velvet Underground                               |
| Peel Slowly and See - Data di pubblicazione: 26 settembre 1995 - Etichetta: Polydor Records - Produttori: Andy Warhol, Tom Wilson, Geoff Haslam, Shel Kagan e The Velvet Underground                 |
| Fully Loaded - Data di pubblicazione: 18 febbraio 1997 - Etichetta: Rhino Records - Produttori: Andy Warhol, Tom Wilson, Geoff Haslam, Shel Kagan e The Velvet Underground                           |
| The Best of The Velvet Underground: The Millennium Collection - Data di pubblicazione: ottobre 2000 - Etichetta: Polydor Records - Produttori: Andy Warhol, Tom Wilson e The Velvet Underground      |
| Rock and Roll: an Introduction to The Velvet Underground - Data di pubblicazione: 2 luglio 2001 - Etichetta: Polydor Records - Produttori: Andy Warhol, Tom Wilson e The Velvet Underground          |
| The Velvet Underground & Nico (Deluxe Edition) - Data di pubblicazione: 25 giugno 2002 - Etichetta: Universal - Produttori: Andy Warhol, Tom Wilson e The Velvet Underground                         |
| The Very Best of The Velvet Underground - Data di pubblicazione: 31 marzo 2003 - Etichetta: Polydor Records - Produttori: Andy Warhol, Geoff Haslam, Shel Kagan, Tom Wilson e The Velvet Underground |
| Gold - Data di pubblicazione: 14 giugno 2005 - Etichetta: - Produttori: Andy Warhol, Tom Wilson e The Velvet Underground                                                                             |
| The Velvet Underground Playlist Plus - Data di pubblicazione: 29 aprile 2008 - Etichetta: - Produttori: Andy Warhol, Tom Wilson e The Velvet Underground                                             |

## Singoli
| Informazioni tracce |
| --- |
| All Tomorrow's Parties/I'll Be Your Mirror - Data di pubblicazione: luglio 1966 - Etichetta: Verve Records - Produttori: Andy Warhol  |
| Sunday Morning/Femme Fatale - Data di pubblicazione: dicembre 1966 - Etichetta: Verve Records - Produttori: Tom Wilson e Andy Warhol  |
| White Light/White Heat/Here She Comes Now - Data di pubblicazione: gennaio 1968 - Etichetta: Verve Records - Produttori: Tom Wilson   |
| I Heard Her Call My Name/Here She Comes Now - Data di pubblicazione: gennaio 1968 - Etichetta: Verve Records - Produttori: Tom Wilson |
| What Goes On/Jesus - Data di pubblicazione: 1969 - Etichetta: MGM Records - Produttori: The Velvet Underground                        |
| Who Loves the Sun/Oh! Sweet Nuthin' - Data di pubblicazione: 1971 - Etichetta: Cotillion Records                                      |
| Foggy Notion/I Can't Stand It - Data di pubblicazione: 1985 - Etichetta: Verve Records, Polygram Records                              |
| Venus In Furs, Sweet Jane, Heroin & I'm Waiting for the Man [LIVE] - Data di pubblicazione: 1994 - Etichetta: Sire                    |